# Teatro Principal (Ciego de Ávila)
El Teatro Principal es el más importante teatro de la ciudad de Ciego de Ávila, en Cuba. 

## Historia
El edificio, de estilo Ecléctico, fue inaugurado el 2 de marzo de 1927. En él, han actuado importantes figuras artísticas de Cuba y el mundo. Se ubica en la calle Joaquín Agüero No. 13 e/ Marcial Gómez y Honorato del Castillo, ciudad de Ciego de Ávila. 
Su construcción fue financiada por Doña Ángela Hernández, una viuda adinerada. La construcción del edificio comenzó en octubre de 1924 y, para ella, se trajeron todos los decorados desde Italia.

## Artistas que actuaron en él
Por sus escenarios desfilaron Jorge Negrete, en su primera visita a Cuba, acompañado al piano por el maestro Eliseo Grenet; también Ernesto Lecuona que puso en escena las zarzuelas “Lola Cruz”, “María la O” y “Aires Nacionales”; Libertad Lamarque y su esposo Alfredo Malerva, Tito Guizart, el argentino José Bohr, Ramón Arencengad, la artista mexicana Tongolele, una famosa pareja de bailarines italianos Brenda y Siccardi. 
Igualmente actuaron en él, José Mojicas y la compañía de teatro bufo cubano con actores como el popular Enrique Arredondo, Jaime Prats, Arquímedes Poús, Castany, Ramón Espigú (el negrito del teatro vernáculo), Carlos Poús, Carlitos, Bolito, el gallego Otero, Sergio Acebal, Pepe del Campo, Garrido y Piñero, etc.